# Ola Svanberg
Ola Svanberg (* 10. Juni 1985 in Tranemo) ist ein ehemaliger schwedischer Eishockeyspieler. Der größte Erfolg seiner Karriere ist der Gewinn der schwedischen Meisterschaft im Jahr 2004 mit dem HV71 Jönköping. In der zweiten Hälfte seiner Karriere war er vollem in der HockeyAllsvenskan, der Hockeyettan und der Division 3 aktiv.

## Karriere
Ola Svanberg begann seine Karriere als Eishockeyspieler in der Jugend von HV71 Jönköping, für deren Profimannschaft er von 2001 bis 2007 in der Elitserien aktiv war. Mit der Mannschaft wurde er in der Saison 2003/04 Schwedischer Meister. Anschließend wechselte er im Laufe der Saison 2006/07 zu Rögle BK in die zweitklassige HockeyAllsvenskan, in der er auch nach Saisonende blieb, wobei er in der Saison 2007/08 für deren Ligarivalen IK Oskarshamn auflief. Im Sommer 2008 erhielt der Verteidiger einen Vertrag beim Erstligisten Brynäs IF, für den er in der Saison 2008/09 in 43 Spielen zwei Vorlagen gab. Gegen Ende der Spielzeit wechselte er zum Zweitligisten VIK Västerås HK, bei dem er eineinhalb Jahre lang spielte. Die Saison 2009/10 begann er ebenfalls beim VIK Västerås HK und beendete sie beim HC Vita Hästen in der drittklassigen Division 1.
Zwischen 2010 und 2012 spielte er für den Borås HC in der HockeyAllsvenskan, anschließend erneut für den HC Vita Hästen, den Västerviks IK und auf Amateurniveau für den IK Guts und Valdemarsviks IF.

### International
Für Schweden nahm Svanberg an der U18-Junioren-Weltmeisterschaft 2003 sowie der U20-Junioren-Weltmeisterschaft 2005 teil.

## Erfolge und Auszeichnungen
- 2004 Schwedischer Meister mit HV71 Jönköping